# Anomalon concolor
Anomalon concolor är en stekelart som först beskrevs av Szepligeti 1906.  Anomalon concolor ingår i släktet Anomalon och familjen brokparasitsteklar. Inga underarter finns listade i Catalogue of Life.